# Saurer Motor Company
Die Saurer Motor Company in Plainfield (New Jersey) war ein US-amerikanischer Nutzfahrzeughersteller, der LKW nach einer Lizenz des damaligen Schweizer Herstellers Adolph Saurer AG herstellte. Die Firma ging in der Mack Trucks Inc. auf.
C.P. Coleman erwarb bereits 1911 die Lizenz zum Nachbau des Saurer-LKW und errichtete Produktionsanlagen in Plainfield (New Jersey). Einer der maßgeblichen Investoren war das Bankhaus J.P. Morgan, welches außerdem auch Anteile an der Mack Brothers Motor Car Company hielt. Auf dessen Betreiben wurden beide Gesellschaften am 23. September 1911 zur International Motor Truck Company zusammengelegt. Das Aktienkapital betrug 2,6 Millionen US-Dollar. Beide Marken blieben vorerst erhalten; die Holdinggesellschaft koordinierte deren Verkäufe. Coleman blieb bis 1913 auch Geschäftsführer von Mack. 
1922 erfolgte eine weitere Reorganisation. Saurer wurde aufgegeben, Mack wurde zur Mack Truck, Inc. Zum Vertrieb der Mack Trucks wurde die International Mack Truck Company gegründet, deren Leitung bis 1935 Robert Edison Fulton, dem langjährigen Saurer-Verkaufsleiter und Vizepräsidenten der International Motor Truck Company, anvertraut war.